# Les Burgraves
Les Burgraves est un drame historique de Victor Hugo représenté pour la première fois à la Comédie-Française le 7 mars 1843. Malgré ses 33 représentations consécutives cette année-là, Maurice Levaillant considère que le 7 mars 1843 a été « le Waterloo du drame romantique. »
L'historiographie et les manuels littéraires ont longtemps délimité la période romantique française dans une très courte période, entre la fameuse bataille d'Hernani (1830) et la prétendue chute des Burgraves (1843). C'est une erreur : Henri III et sa cour d'Alexandre Dumas (1829) ou Cyrano de Bergerac d'Edmond Rostand (1897) sont des drames romantiques. Si la carrière de Hugo prend un tournant à partir de 1843, il faut pour l'expliquer prendre en compte d'autres facteurs plus personnels, comme la mort de sa fille Léopoldine le 4 septembre.
S'il est interdit pendant une partie du Second Empire (Hugo est exilé politique), le théâtre de Victor Hugo connaît un très grand succès dans les années 1870, lorsque ses grands rôles sont repris par Sarah Bernhardt et Mounet-Sully. Lors du centenaire du poète (1902), ce sont Les Burgraves qui sont choisis pour être joués à la Comédie Française.
Antoine Vitez a mis en scène Les Burgraves en 1977.

## Intrigue
Les burgraves sont des seigneurs du Rhin. Job, sage centenaire, est entouré par ses fils, petit-fils et arrière-petit-fils tyranniques et sans scrupules. Lui-même n'a pas un passé sans taches et des personnages présumés morts depuis longtemps, la sorcière Guanhumara et l'empereur Frédéric Barberousse (1122-1190), vont surgir dans le burg médiéval pour le tourmenter.

## Réception

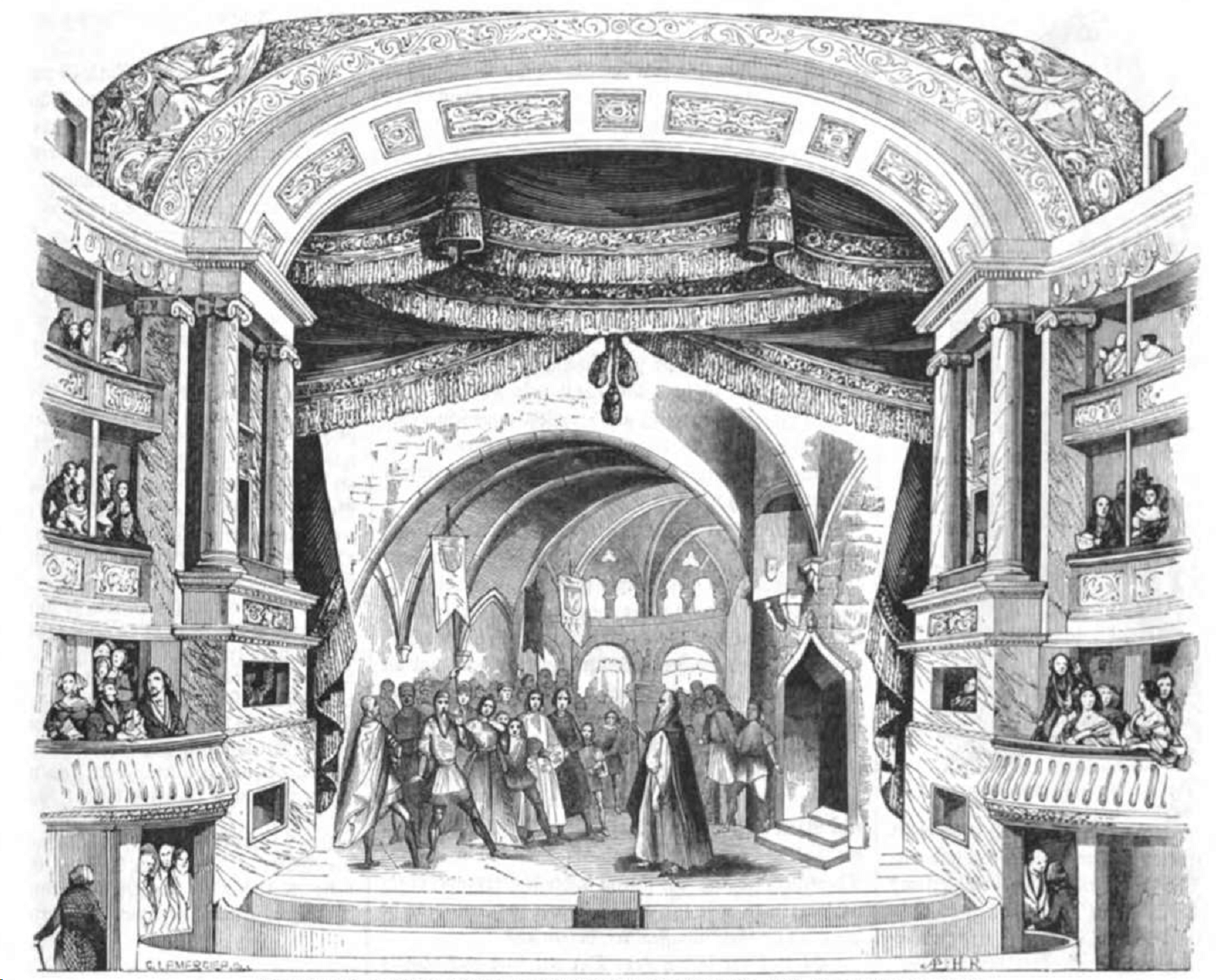
Scène du 2e acte des Burgraves, gravure publiée dans l’Illustrirte Zeitung, 29 juillet 1843.

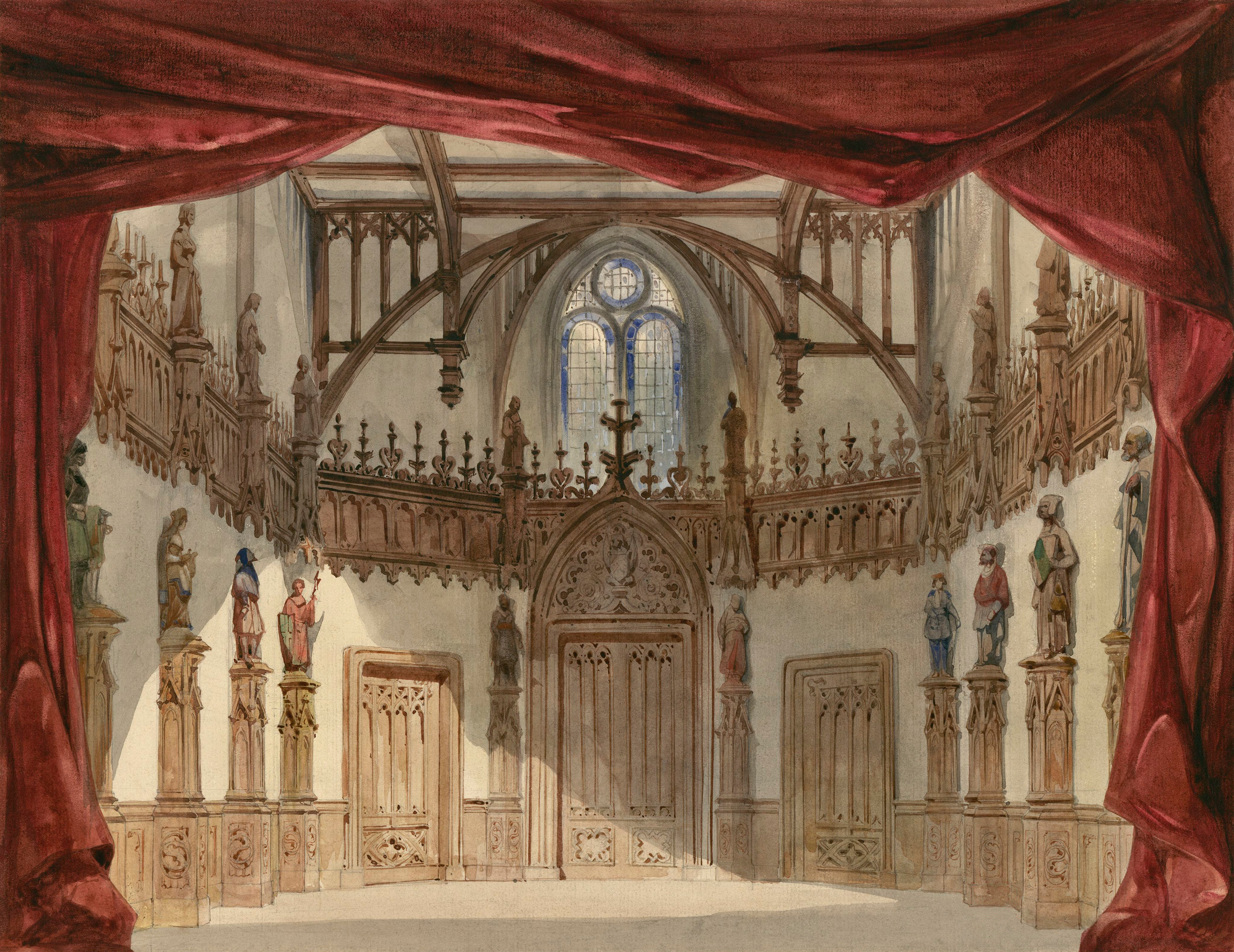
Étude de Charles-Antoine Cambon et Humanité-René Philastre pour le second acte des Burgraves. 1846.

Heinrich Heine juge sévèrement la pièce : « La trilogie des Burgraves? De l'ennui triplé! Figures de bois... Lugubre jeu de marionnettes... Passion à froid... »
En 1843, la Lucrèce de François Ponsard, aux accents classiques, fait concurrence à la pièce de Hugo. Balzac, qui considère Les Burgraves comme une œuvre de premier ordre, la soutint énergiquement, tout comme Hugo avait soutenu Vautrin (1840), alors que cette dernière pièce avait été interdite dès la première représentation. De la pièce concurrente, Balzac écrit : « J'ai vu Lucrèce! Quelle mystification faite aux Parisiens... Il n'y a rien de plus enfant, de plus nul, de plus tragédie-de-collège...Dans cinq ans, on ne saura plus ce que c'est que Ponsard. Hugo a bien mérité, par ses sottises, que Dieu lui envoyât un Ponsard pour rival. »
Les manuels scolaires de la IIIe République, mal à l'aise avec le Romantisme (qui fait l'éloge de grands auteurs étrangers peu goûtés de la première partie du XXe siècle), lui préfèrent le Classicisme de pièces plus typiquement françaises. En 1914, comment expliquer aux écoliers français que Hugo, l'un des auteurs nationaux les plus célébrés, ait écrit Les Burgraves, pièce à la gloire de Frédéric de Hohenstaufen, c'est-à-dire l'empereur prussien Barberousse ? On profite du succès de la pièce de Ponsard pour prétendre à un échec des Burgraves. Mais s'il est vrai que Lucrèce est moins romantique que la pièce de Hugo, on ne peut pas non plus prétendre que le succès de Ponsard consacre une victoire des Classiques sur les Romantiques : si Lucrèce rencontre un si grand succès, c'est avant tout parce que le rôle principal est tenu par Marie Dorval, maîtresse d’Alfred de Vigny et une des figures principales du théâtre... romantique !
Contrairement à ce que l'on a souvent prétendu, cette pièce ne fut pas un échec : on donne trente-trois représentations, jusqu'à novembre 1843 (ce qui est le signe d'un relatif succès quand on sait que les pièces qui ne rencontraient pas leur public pouvaient être supprimées de l'affiche du jour au lendemain après une unique représentation). Les Burgraves ne sont ni la fin du drame romantique ni la fin de la carrière théâtrale de Hugo .

## Mises en scène
- 1843 : création à la Comédie Française
- 1901 : production de la Comédie Française
- 1977 : mise en scène Antoine Vitez, Théâtre des Gennevilliers